# Mushimono

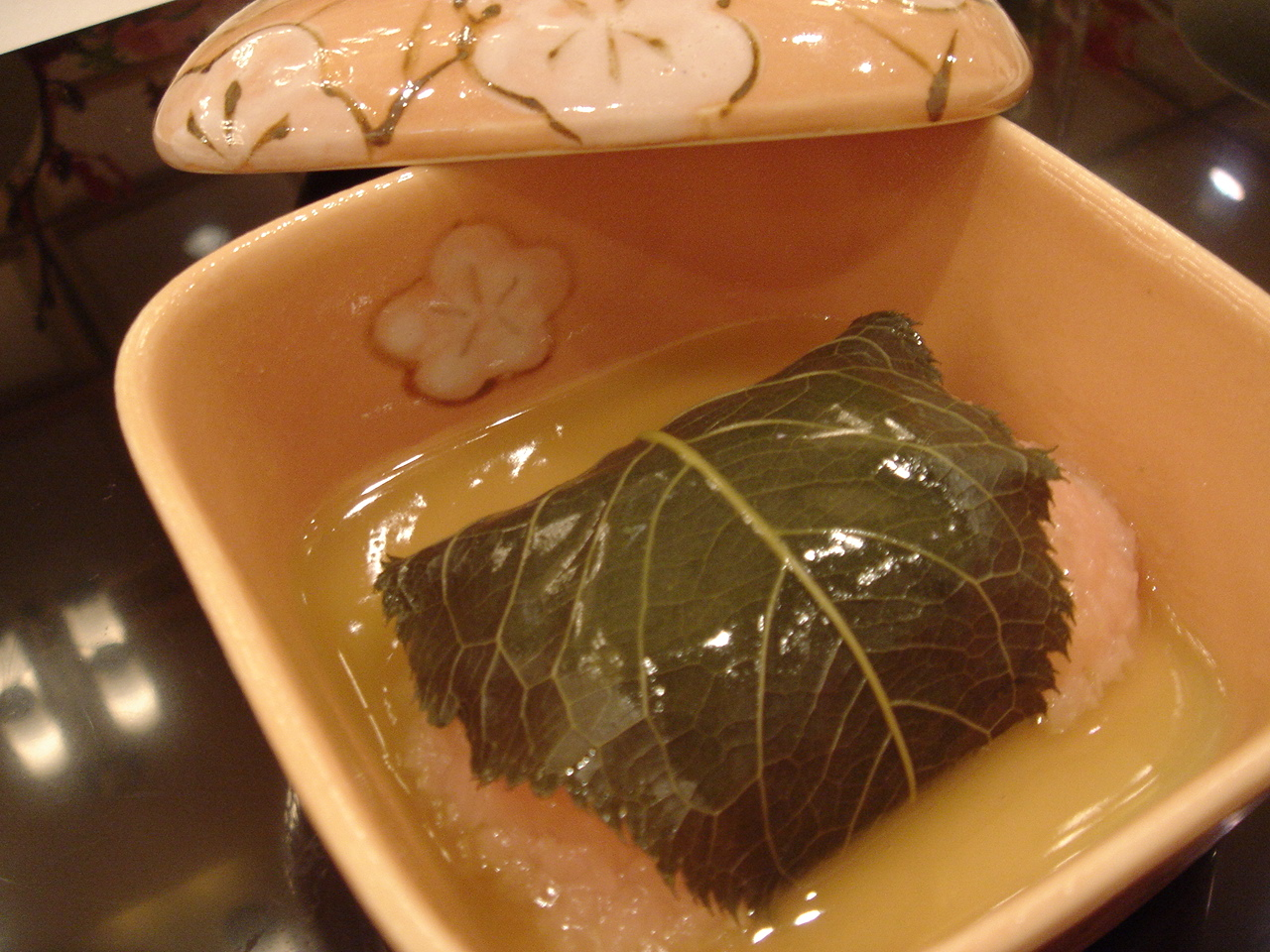
Mushimono amb fulla de cirerer

Mushimono és un terme culinari de la gastronomia japonesa que es refereix a plats fets al vapor, que normalment conté pollastre, peix o verdures; de vegades tractades amb sake. Els aliment es tracten al vapor fins que s'estoven i es serveixen calents. El Chawanmushi n'és un exemple.